# 德意志上海报
德意志上海报（德語：Deutsche Shanghai Zeitung，發音：[ˈdɔɪ̯tʃə ˈʃaŋhaɪ̯ ˈtsaɪ̯tʊŋ]）是1932年9月27日在中華民国上海出版的一份德文报纸。
该報的持有人是前陆军上尉马克斯·西蒙-埃伯哈德（Max Simon-Eberhard）。該報一開始銷售不佳，但在记者保罗·胡尔德曼（Paul Huldermann）接管後，銷售情況有所好轉。1936年1月，该报更名為《Der Ostasiatische Lloyd》，该名称与原《德文新報》的德文名相同，但二者并无关联。